# Stefan Malleschits
Stefan Alois Malleschits (ur. 1913, zm. ?) – zbrodniarz hitlerowski, członek załogi niemieckiego obozu koncentracyjnego Mauthausen-Gusen i SS-Unterscharführer (nr identyfikacyjny w SS: 297510).
Obywatel austriacki, z zawodu urzędnik. W maju 1940 został wcielony do Wehrmachtu, skąd po czterech tygodniach przeniesiono go do Waffen-SS. Od sierpnia 1941 do maja 1945 pełnił służbę w Mauthausen jako członek wydziału zajmującego się więźniarską częścią obozu. Brał również udział w ewakuacji Mauthausen do Gunskirchen w kwietniu 1945.
W procesie załogi Mauthausen-Gusen (US vs. Josef Kattner i inni) skazany został na 10 lat pozbawienia wolności.